# Ontonagon megye
Ontonagon megye az Amerikai Egyesült Államokban, azon belül Michigan államában található. Megyeszékhelye és egyben legnagyobb városa Ontonagon. Lakosainak száma 5816 fő (2020. április 1.). Ontonagon megye Keweenaw, Gogebic, Ashland, Houghton, Iron és Cook megyékkel határos.

## Népesség
A megye népességének változása:
| Lakosok száma | 6742 | 6613 | 6415 | 6322 | 6007 | 5816 |
|               | 2010 | 2011 | 2012 | 2013 | 2015 | 2020 |